# 圣彼得罗镇
圣彼得罗镇（義大利語：Villa San Pietro），是意大利撒丁大区卡利亞里廣域市的一个市镇。总面积39.61平方公里，人口1925人，人口密度48.6人/平方公里（2009年）。ISTAT代码为092099。